# Crisis inmobiliaria española de 2022-2025

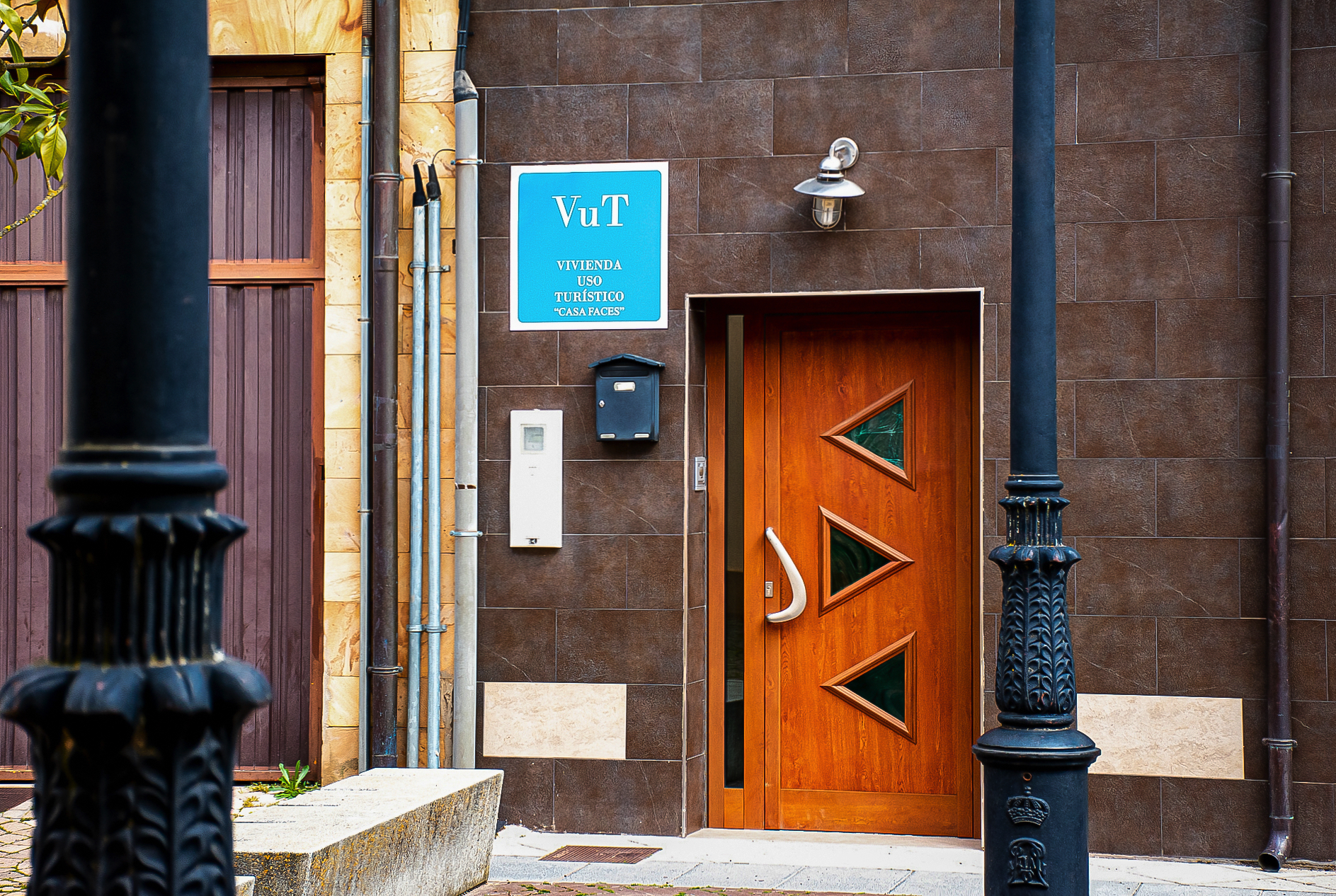
La vivienda de uso turístico limita la oferta para residentes.

La crisis inmobiliaria española de 2022–2025 es una crisis habitacional de carácter estructural que afecta al mercado de la vivienda, marcada por el encarecimiento sostenido de los precios de compraventa y alquiler, un acusado déficit de oferta residencial y crecientes barreras de acceso a una vivienda digna. El fenómeno responde a una combinación de factores como el aumento de la demanda habitacional, la escasez de suelo edificable, la expansión del alquiler turístico, la especulación inmobiliaria y el reducido parque de vivienda social.
Entre 2022 y 2024, el precio medio de la vivienda creció más de un 12 % interanual en varios periodos, mientras que el alquiler acumuló una subida cercana al 30 % desde 2022. Según el Banco de España, el déficit de viviendas se sitúa entre 450 000 y 600 000 unidades, mientras que la vivienda pública representa apenas el 1,5 % del parque residencial nacional, frente al 9 % de la media europea.
La Comisión Europea ha advertido que esta situación podría perjudicar el crecimiento económico y la cohesión social de España si no se acometen reformas estructurales en materia de urbanismo, suelo y vivienda.

## Orígenes y causas
La crisis actual tiene su origen en una combinación de factores estructurales, demográficos, financieros y normativos.

### Crecimiento de la demanda y formación de hogares
Entre 2022 y 2023 se crearon más de 275 000 nuevos hogares anuales, como consecuencia del aumento de la inmigración, la reducción del tamaño medio familiar y los procesos de emancipación de los jóvenes.  
Según datos del Instituto Nacional de Estadística (INE), entre 2021 y 2024 la creación anual media de hogares fue de aproximadamente 259 167 unidades, impulsada por la inmigración (1,1 millones de personas entre 2021 y 2024) y el crecimiento demográfico natural.  
Asimismo, en 2022 y 2023 la creación neta de hogares se situó en torno a los 300 000 anuales, muy por encima de los registros previos a la pandemia de menos de 100 000 hogares por año.
Sin embargo, la oferta residencial no ha seguido este ritmo frenético: en 2024 se visaron solo 127 500 viviendas de obra nueva, un incremento del 16,7 % respecto al año anterior, pero claramente insuficiente frente a la demanda generada.  
El desajuste entre hogares creados y viviendas nuevas visadas se traduce en un déficit estructural estimado en decenas de miles de viviendas al año; solo en 2024 se calcula un faltante de más de 134 000 unidades y, a nivel acumulado, una brecha entre 450 000 y 600 000 viviendas en el periodo 2022‑2025.  
Este desfase estructural ha sido reiteradamente señalado por la Comisión Europea, que insta a España a agilizar licencias, liberar suelo urbanizable y elevar la construcción de vivienda social para reducir la presión del mercado y corregir el desequilibrio.

### Escasez de suelo y rigidez urbanística
La limitada disponibilidad de suelo finalista —es decir, suelo ya urbanizado y apto para edificar— ha sido identificada como uno de los principales obstáculos para la construcción de nueva vivienda en España. Según datos de la APCE y Colliers, se finalizan menos de 90 000 viviendas al año frente a más de 230 000 hogares creados, lo que pone de manifiesto un déficit crónico de disponibilidad de suelo constructible.
Además, los altos costes de construcción, provocados por la escasez de mano de obra cualificada y el encarecimiento de materiales, elevan aún más las barreras para la promoción de obra nueva.
La rigidez urbanística también se refleja en los largos plazos para la concesión de licencias: en 2024, el tiempo medio de tramitación superó los 12 meses en muchas localidades, muy por encima del plazo recomendado de 3 meses.
Como resultado, en 2024 se visaron apenas 128 000 viviendas de obra nueva, muy por debajo de las aproximadamente 300 000 necesarias para satisfacer la demanda futura. Este desfase nacional se traduce, por ejemplo, en un déficit de más de 134 000 viviendas en 2024, con especial incidencia en grandes ciudades como Madrid, Barcelona y Málaga.
La Comisión Europea ha advertido que esta escasez de suelo y los procesos burocráticos excesivamente largos actúan como “cuellos de botella” en la producción de vivienda, y recomienda reformar la Ley del Suelo, agilizar los trámites urbanísticos y liberar suelo urbano.

### Subida sostenida de precios

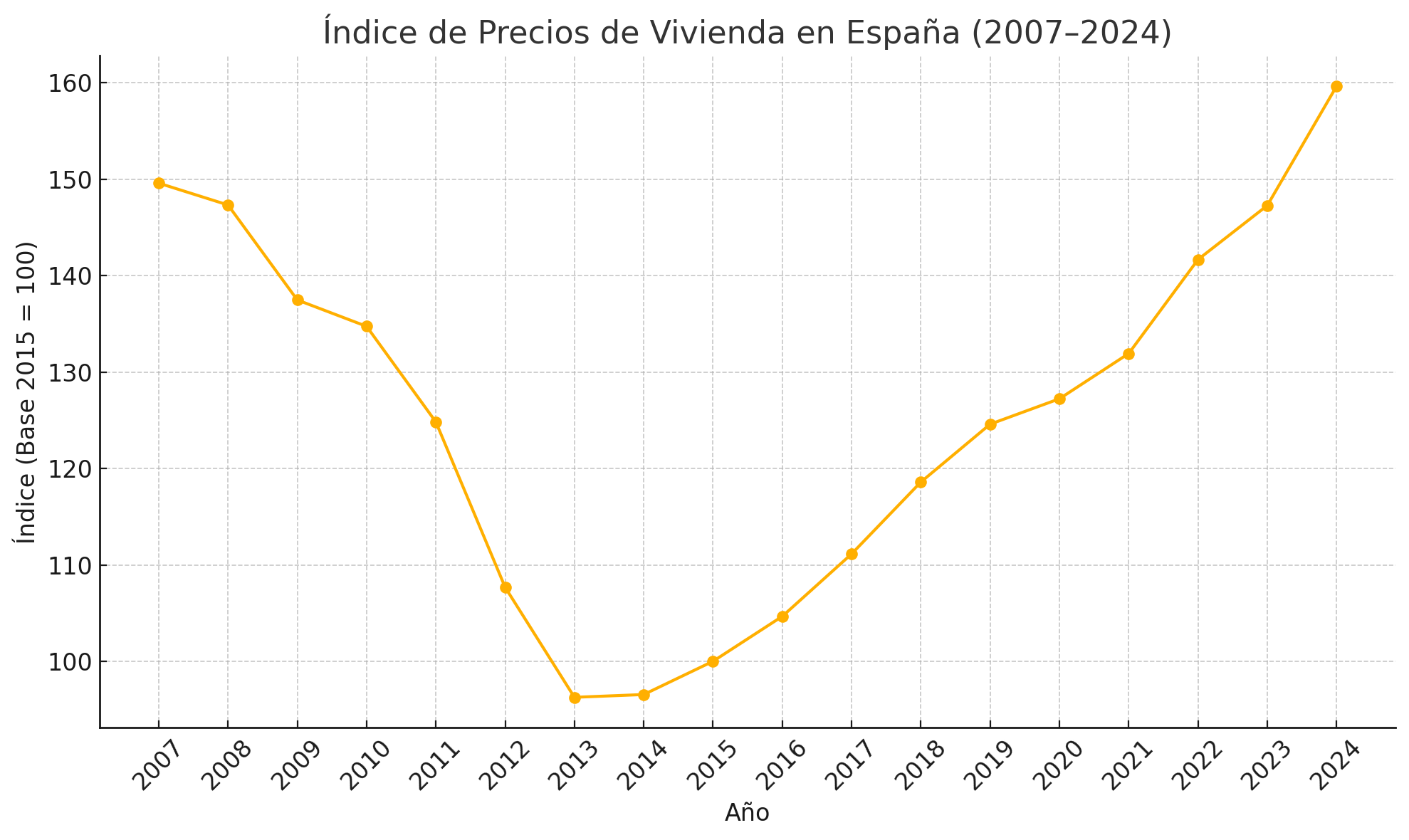
Índice de precios de la vivienda en España (2007-2024). Datos del INE.

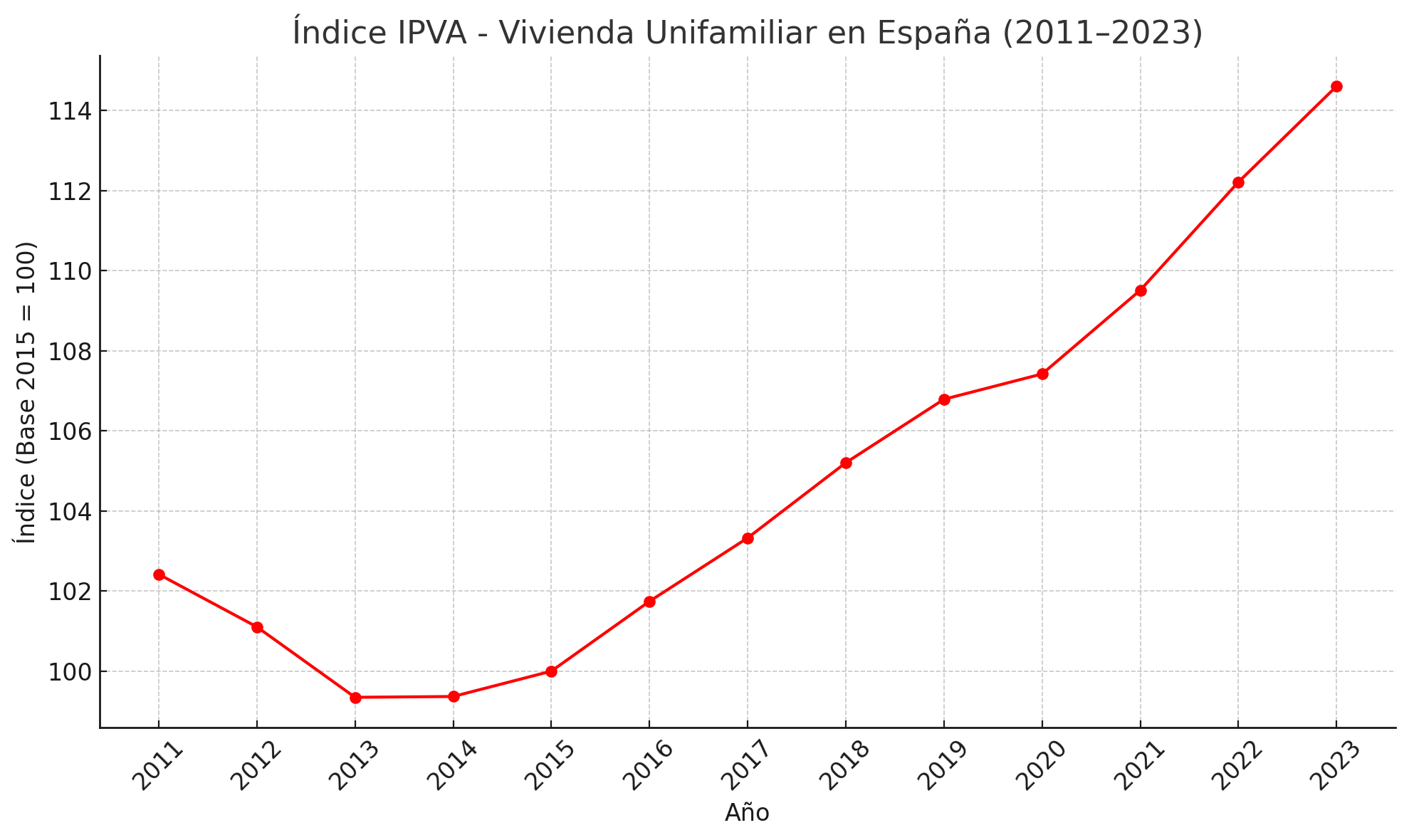
Índice de precios de la vivienda en alquiler en España (2011-2023). Datos del INE.

El fuerte desequilibrio entre oferta y demanda ha impulsado un alza generalizada de los precios de compraventa y del alquiler. Según el Banco de España, a finales de 2024 el precio medio de la vivienda se encontraba sobrevalorado entre un 1,1 % y un 8,5 % respecto a su nivel de equilibrio de largo plazo debido a una demanda vigorosa y una oferta relativamente rígida.
La tensión alcista se reflejó con claridad en 2024: los precios de venta de segunda mano crecieron un 8,4 % interanual, alcanzando su mayor subida en toda la serie histórica de Fotocasa.
En el primer trimestre de 2025, el Índice Nacional de Precios de Vivienda (INE) registró una subida del 12,2 % interanual en la vivienda libre —nueva y usada—, con repuntes especialmente intensos en la vivienda nueva y en regiones como Andalucía y Melilla.
Por su parte, los alquileres siguen evolucionando al alza: en 2024 los precios de alquiler crecieron un 10,3 %, mientras que la compraventa subió un 7,5 % en el mismo periodo.
BBVA Research anticipa que en 2024 los precios crecieron un 3,9 %, y que en el primer trimestre de 2024 aumentaron un 4,3 %, previendo un avance medio del 5 % en 2025, impulsado por la escasez estructural de oferta.
Este escenario de creciente encarecimiento ha afectado de forma más intensa a las grandes ciudades, costas e islas, agravando problemas de accesibilidad especialmente entre jóvenes y hogares de rentas bajas.

### Expansión del alquiler turístico
En zonas de alta presión turística como Baleares, Canarias y la costa mediterránea, una parte significativa del parque residencial se ha reconvertido en alquiler vacacional, lo cual reduce la oferta disponible para los residentes locales. El Banco de España advirtió en su informe anual de 2024 que en estas áreas hasta el 50 % de las viviendas potencialmente habitables se usan para fines turísticos o están en manos de no residentes, limitando severamente la absorción de nuevos hogares. En Barcelona, aunque los datos del INE indican que solo alrededor del 1 % del parque total se emplea de modo intensivo en alquiler turístico, la proliferación de este tipo de viviendas ejerce una presión indirecta sobre el mercado de largo plazo. Entre 2022 y 2024 se registró un aumento de este tipo de alojamientos del 25 % a nivel nacional, con destinos como Madrid (+49 %), Málaga (+36 %) y Barcelona (+26 %) registrando los mayores incrementos. Este fenómeno está impulsado por plataformas digitales y una demanda internacional creciente, y ha sido identificado como un factor clave en la escasez de viviendas residenciales disponibles para población local.

### Especulación y financiarización
La vivienda se ha consolidado como un activo de inversión atractivo para fondos internacionales, grandes tenedores e inversores privados, una dinámica impulsada por la caída de tipos de interés y la escasez de suelo. Según un reportaje reciente, gigantes como Blackstone se han convertido en algunos de los mayores propietarios de viviendas en ciudades españolas, lo que ha contribuido a que la vivienda pase de ser un derecho a convertirse en una mercancía financiera.
Al mismo tiempo, según datos de CaixaBank Research, la inversión en vivienda aumentó un 20 % en 2024, alcanzando casi 14 000 M €, impulsada por el atractivo de los activos inmobiliarios frente a la renta fija y el crecimiento del crédito hipotecario.
Este incremento de la inversión concentrada y masiva en vivienda ha generado una “financiarización” del sector, es decir, la conversión de inmuebles en activos financieros con rendimiento, lo que ha expulsado progresivamente al comprador medio, especialmente en las grandes ciudades, donde los precios han crecido más del 9 % interanual en 2025.
Este fenómeno se acentúa especialmente en zonas urbanas donde la participación de fondos y socimis es más relevante, encareciendo los alquileres y generando procesos de gentrificación. Enfoques críticos apuntan a que la financiarización no sólo eleva precios, sino que también cambia la lógica del derecho a la vivienda, orientando la oferta hacia inversores en lugar de hacia las necesidades de las familias medias.

### Déficit de vivienda social
El parque de vivienda pública y social en España es muy reducido, situándose entre el 1,5 % y el 3,3 % del total, muy por debajo del 9,3 % de media en la Unión Europea. Según el Ministerio de Vivienda, en 2024 el parque social alcanzó unas 318 000 unidades, lo que representa aproximadamente un 1,7 % del total de hogares.
Esta escasez afecta especialmente a colectivos vulnerables, como familias monoparentales, jóvenes, personas migrantes y hogares en situación de precariedad. Al menos un 40 % de los inquilinos en España destina más del 40 % de sus ingresos al pago de la vivienda, frente al 27 % de media europea, lo que contribuye a la exclusión residencial.
En respuesta a esta situación, el presidente del Gobierno, Pedro Sánchez, propuso en junio de 2025 triplicar el gasto público en vivienda hasta alcanzar los 7 000 millones de euros en cuatro años, condicionado a que las comunidades autónomas asuman el 40 % de la inversión.
No obstante, expertos del sector estiman que para alcanzar la media europea serían necesarias al menos 850 000 viviendas sociales adicionales, lo que requeriría una profunda reforma fiscal, urbanística y administrativa.

## Impacto social
La crisis ha generado múltiples consecuencias sociales.

### Exclusión residencial y sinhogarismo
La creciente falta de vivienda asequible ha provocado un aumento del sinhogarismo en España. En 2025 se estima que entre 37 000 y 42 300 personas se encuentran en situación de calle o en alojamientos precarios, mientras que solo hay disponibles unas 28 000 plazas de acogida.
Unos estudios destacan que alrededor del 25 % de la población sin hogar está compuesta por mujeres, y casi la mitad son personas extranjeras, lo que evidencia la diversidad de perfiles afectados y la presencia de desigualdades estructurales detrás del sinhogarismo.
Además, la esperanza de vida de quienes viven en la calle es hasta 30 años menor que la media poblacional y el perfil ya no se limita a personas con adicción o problemas de salud mental, sino que incluye a jóvenes, migrantes, familias monoparentales y personas LGTBIQ+.
El proyecto piloto de recuentos nocturnos de 2023 (Informe 2024) mostró que, en los territorios analizados, el 46 % de las personas sin hogar pernocta directamente en la calle, mientras que el resto está alojado en albergues, pisos o centros colectivos, en muchos casos con ratios saturadas.
Este escenario ha generado demandas sociales y mediáticas crecientes por adoptar el modelo “Housing First” —como en Finlandia—, que prioriza la vivienda estable como punto de partida para la recuperación, y por aprobar una ley estatal que reconozca el derecho vinculante a una vivienda digna, para prevenir que vivir en la calle siga siendo una realidad prolongada y evitable.

### Sobrecarga económica
El porcentaje de inquilinos que destina más del 40 % de sus ingresos al pago del alquiler se ha disparado en los últimos años, alcanzando alrededor del 40 % del total, frente al 27 % de media en la Unión Europea. En 2021 esta proporción era del 40,9 %, según Eurostat, y desde entonces ha seguido aumentando.
Este elevado esfuerzo económico afecta especialmente al ahorro familiar, la estabilidad del hogar y la salud mental de las personas. Un estudio del Instituto de Investigación Urbana de Barcelona señala que más de la mitad de los inquilinos se encuentran en situación de pobreza severa tras pagar el alquiler, y un tercio destina más del 50 % de sus ingresos mensuales.
La situación deteriora la capacidad de las familias para ahorrar, dificulta el acceso al crédito hipotecario y aumenta la vulnerabilidad económica. Además, alrededor del 25 % de los hogares destinan más del 50 % de sus ingresos al pago de la vivienda.
Esta sobrecarga económica se traduce en efectos nocivos para el bienestar psicológico de los inquilinos, generando ansiedad, estrés financiero y decisiones de vivienda de emergencia, como hacer frente a alquileres crecientes, retrasar la emancipación o compartir piso por necesidad.

### Movilización social
A partir de 2024 se intensificaron las manifestaciones ciudadanas en toda España, organizadas por sindicatos de inquilinos, movimientos vecinales y plataformas por el derecho a la vivienda. Estas movilizaciones reclamaron medidas como la regulación de precios del alquiler, el incremento del parque de vivienda pública, la movilización de viviendas vacías, la limitación del alquiler turístico y la paralización de los desahucios sin alternativa habitacional.
La jornada del 5 de abril de 2025 fue la más significativa hasta la fecha, con protestas simultáneas convocadas en alrededor de 40 ciudades españolas. En Madrid y Barcelona, la participación superó las decenas de miles de personas, mientras que en otras capitales como Logroño o Ibiza se registraron concentraciones destacadas con lemas como “Acabemos con el negocio de la vivienda” o “Ibiza no se alquila”.
Estas protestas reflejan un creciente malestar social ante la escalada de precios de la vivienda, la precariedad en el acceso al alquiler y la percepción de que las medidas institucionales son insuficientes. Según diversos medios, la vivienda se ha consolidado como una de las principales causas de movilización social en España.

## Respuestas institucionales

### Comisión Europea
La Comisión Europea ha instado al Gobierno de España a adoptar medidas urgentes para acelerar la construcción de vivienda, ampliar el parque de vivienda pública y contener el crecimiento descontrolado del alquiler turístico. Según el Paquete de Primavera de 2025, Bruselas subraya que España tiene uno de los niveles más bajos de vivienda pública de la UE (solo el 1,5% frente al 9% comunitario), y que casi el 40% de los inquilinos destina el 40% de sus ingresos al alquiler, comparado con el 27% en el conjunto de la Unión.
El informe del semestre europeo también exhorta a culminar la reforma de la Ley del Suelo y a reducir los plazos de licencia para promover nuevas construcciones, así como a solucionar el déficit de mano de obra en el sector de la construcción —más del 50% de las empresas lo señalan como creciente problema— y contener el auge del alquiler turístico, que reduce la oferta para residentes permanentes. Bruselas advierte de que la actual situación puede convertirse en un freno para los flujos migratorios internos y para el crecimiento laboral y económico de España.

### Gobierno de España
El Gobierno de España ha impulsado diversas medidas legislativas y planes estratégicos para afrontar la crisis habitacional. En mayo de 2023 se aprobó la Ley 12/2023, por el derecho a la vivienda, la primera normativa estatal en esta materia, que contempla la limitación del precio del alquiler en zonas tensionadas, la creación de registros de grandes tenedores, el fomento de la vivienda social y la protección frente a desahucios en situaciones vulnerables.
Además, en 2025 el Ejecutivo anunció el PERTE para la industrialización del sector residencial, con una inversión pública prevista de 1 300 millones de euros para promover la construcción industrializada de entre 15 000 y 20 000 viviendas anuales.
No obstante, diversas fuentes han señalado un importante desfase entre los anuncios del Gobierno y su grado de ejecución. En abril de 2023, el presidente Pedro Sánchez prometió la creación de 244 000 viviendas públicas, pero los datos oficiales indican que hasta finales de 2024 apenas se habían entregado unas 350 unidades, mientras que solo 47 209 tenían contrato firmado y 71 620 estaban movilizadas. Más de 115 000 viviendas seguían sin iniciarse.
Asimismo, el informe de ejecución presupuestaria muestra que en 2023 solo se ejecutó un 47 % del gasto asignado al acceso a la vivienda y la edificación, con más de 2 000 millones de euros no utilizados respecto a lo previsto.
En cuanto al plan financiado con fondos europeos para construir 25 000 viviendas sociales, a finales de 2024 aún no se había entregado ninguna. Solo 16 067 estaban adjudicadas o en proyecto, y 2 522 se encontraban en fase de licitación. La ejecución presupuestaria alcanzaba apenas el 48,5 %.
Diversos medios han calificado el balance habitacional del Ejecutivo como insuficiente tras seis años de gobierno, señalando la falta de resultados tangibles y la lentitud en la ejecución como causas del agravamiento de la crisis.

### Propuestas de expertos
Organismos, académicos y asociaciones del sector han planteado un amplio conjunto de medidas encaminadas a ampliar la oferta de vivienda asequible y mejorar su calidad. Entre estas propuestas destacan la puesta en marcha de un Plan Nacional de Renovación de Edificios, que promueva la rehabilitación del parque edificado, la movilización de viviendas vacías mediante incentivos fiscales y recargos a inmuebles desocupados, la simplificación de trámites urbanísticos y la creación de ventanillas únicas para la gestión de subvenciones o licencias, así como el impulso de colaboraciones público‑privadas para financiar proyectos de construcción y rehabilitación.